# La Bollène-Vésubie
Pour les articles homonymes, voir La Bollène et Vésubie (homonymie).
La Bollène-Vésubie est une commune française située dans le département des Alpes-Maritimes en région Provence-Alpes-Côte d'Azur. En langue niçoise (Georges Castellana), c'est La Boulèna et ses habitants sont appelés lu Boulenasc. Aux portes du Mercantour, le village domine à l'ouest la vallée de la Vésubie et on peut admirer la forêt de Turini à l'est.
Jusqu'en 1860, le nom officiel était en italien : Bollena.
Avec ses hôtels, commerces et restaurants, ses équipements sportifs de premier ordre et sa station de ski, La Bollène, point de départ de nombreuses randonnées, est un lieu de villégiature incontournable dans le Haut Pays niçois.

## Géographie

### Localisation
La Bollène-Vésubie (575 Bollénois, 3 557 ha dont 1 718 de bois) est une commune du canton de Roquebillière. 
| Belvédère, Roquebillière | Belvédère           | Saorge puis              |
| Lantosque                | Bollène-Vésubie     | Breil-sur-Roya, Moulinet |
| Lantosque                | Lantosque, Moulinet | Moulinet                 |

La Bollène est l'une des 28 communes du parc national du Mercantour.

### Géologie et relief
Son finage occupe le bassin de la Planchette, torrent qui vient de l'est et descend de l'Authion (2 082 m). Ses deux versants sont très contrastés, l'adret étant nu et raide alors que la forêt de Turini couvre la large et complexe ombrée, où ont été tracées plusieurs routes ou pistes, dont la route qui franchit à 1 607 m le col de Turini en direction de Sospel. Le col et cette route sont le lieu de courses de côtes dont la «spéciale» du rallye de Monte-Carlo, entre La Bollène et Sospel (32 km).
Le village, de forme circulaire à l'origine, est perché à 680 m sur l'éperon de confluence qui domine la vallée du Boréon. Il fut victime de séismes, notamment en 1564 ; centre de vacances pour enfants, grand centre multimédia, musée d'entomologie, moulin à grains.
La commune, jadis Bollena, a ajouté Vésubie à son nom en 1908 ; sa population a varié entre un maximum de 800 hab. en 1866 et un minimum de 240 autour de 1970 ; elle a gagné 145 hab. de 1999 à 2006 (+ 35 %) ; elle compte 320 résidences secondaires. À la limite orientale du territoire s'est équipée la station de sports d'hiver de Turini-Camp d'argent, partagée avec Moulinet, qui offre cinq pistes et quatre téléskis, plus 15 km de pistes de ski nordique.

### Hydrographie et eaux souterraines
Station d'été alliant les bienfaits de l'eau de source à ceux d'un air pur et tonique, recommandée dès le XIXe siècle. La Bollène-Vésubie exploite depuis longtemps la source du Praï, captée à 9 km du village, qui possède une eau très minéralisée, excellente pour les reins.
Cours d'eau sur la commune ou à son aval :
- rivière la Vésubie ;
- riou de la bollène ;
- vallons de saint-colomban, de crep.

La Bollène-Vésubie dispose de trois stations d'épuration : 
- de la Bollène-Vésubie - La Vigne, d'une capacité de 1 400 équivalent-habitants[2] ;
- de la Bollène-Vésubie - Puey, d'une capacité de 600 équivalent-habitants[3] ;
- de la Bollène-Vésubie - Turini, d'une capacité de 500 équivalent-habitants[4].

### Climat
Pour des articles plus généraux, voir Climat de Provence-Alpes-Côte d'Azur et Climat des Alpes-Maritimes.
En 2010, le climat de la commune est de type climat méditerranéen altéré, selon une étude du Centre national de la recherche scientifique s'appuyant sur une série de données couvrant la période 1971-2000. En 2020, Météo-France publie une typologie des climats de la France métropolitaine dans laquelle la commune est dans une zone de transition entre le climat de montagne et le climat méditerranéen et est dans la région climatique Var, Alpes-Maritimes, caractérisée par une pluviométrie abondante en automne et en hiver (250 à 300 mm en automne), un très bon ensoleillement en été (fraction d’insolation > 75 %), un hiver doux (8 °C) et peu de brouillards.
Pour la période 1971-2000, la température annuelle moyenne est de 11,3 °C, avec une amplitude thermique annuelle de 16,1 °C. Le cumul annuel moyen de précipitations est de 985 mm, avec 5,6 jours de précipitations en janvier et 5,6 jours en juillet. Pour la période 1991-2020, la température moyenne annuelle observée sur la station météorologique de Météo-France la plus proche, « Lantosque_sapc », sur la commune de Lantosque à 2 km à vol d'oiseau, est de 13,9 °C et le cumul annuel moyen de précipitations est de 959,3 mm. 
La température maximale relevée sur cette station est de 40,1 °C, atteinte le 3 août 2017 ; la température minimale est de −9 °C, atteinte le 6 février 2012,,.
Les paramètres climatiques de la commune ont été estimés pour le milieu du siècle (2041-2070) selon différents scénarios d'émission de gaz à effet de serre à partir des nouvelles projections climatiques de référence DRIAS-2020. Ils sont consultables sur un site dédié publié par Météo-France en novembre 2022.

## Urbanisme

### Typologie
Au 1er janvier 2024, La Bollène-Vésubie est catégorisée commune rurale à habitat dispersé, selon la nouvelle grille communale de densité à 7 niveaux définie par l'Insee en 2022.
Elle appartient à l'unité urbaine de Roquebillière, une agglomération intra-départementale dont elle est une commune de la banlieue,. Par ailleurs la commune fait partie de l'aire d'attraction de Nice, dont elle est une commune de la couronne,. Cette aire, qui regroupe 100 communes, est catégorisée dans les aires de 200 000 à moins de 700 000 habitants,.

### Occupation des sols
L'occupation des sols de la commune, telle qu'elle ressort de la base de données européenne d’occupation biophysique des sols Corine Land Cover (CLC), est marquée par l'importance des forêts et milieux semi-naturels (96,5 % en 2018), en diminution par rapport à 1990 (99,5 %). La répartition détaillée en 2018 est la suivante : 
forêts (64,7 %), milieux à végétation arbustive et/ou herbacée (26,7 %), espaces ouverts, sans ou avec peu de végétation (5,1 %), zones agricoles hétérogènes (2,2 %), zones urbanisées (1,1 %), cultures permanentes (0,1 %).
L'évolution de l’occupation des sols de la commune et de ses infrastructures peut être observée sur les différentes représentations cartographiques du territoire : la carte de Cassini (XVIIIe siècle), la carte d'état-major (1820-1866) et les cartes ou photos aériennes de l'IGN pour la période actuelle (1950 à aujourd'hui).

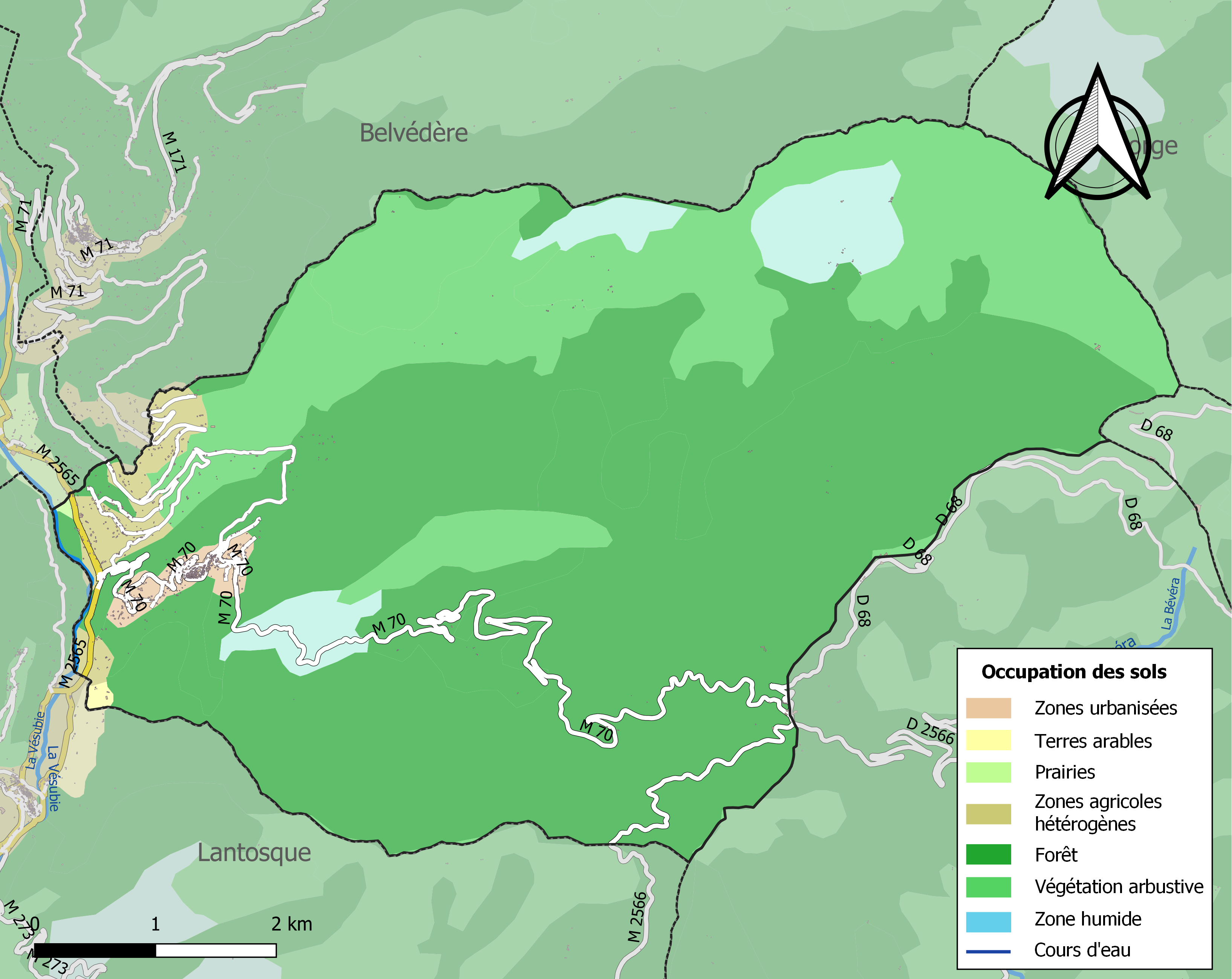
Carte de l'occupation des sols de la commune en 2018 (CLC).

### Voies de communications et transports

#### Voies routières
Commune située à 5,5 km de Lantosque par les départementales 173 puis 70.

#### Transports en commun
Transport en Provence-Alpes-Côte d'Azur
- Transports en commun par car[18].
- Réseau Lignes d'Azur de la Métropole Nice Côte d'Azur[19].

### Risques naturels et technologiques

#### Catastrophes naturelles - Sismicité
Le 2 octobre 2020, de nombreux villages des diverses vallées des Alpes-Maritimes (Breil-sur-Roya, Fontan, Roquebillière, Saint-Martin-Vésubie, Tende...) sont fortement impactés par un "épisode méditerranéen" de grande ampleur. Certains hameaux sont restés inaccessibles jusqu'à plus d'une semaine après la catastrophe et l'électricité n'a été rétablie que vers le 20 octobre. L'Arrêté du 7 octobre 2020 portant reconnaissance de l'état de catastrophe naturelle a identifié 55 communes, dont La Bollène-Vésubie, au titre des "Inondations et coulées de boue du 2 au 3 octobre 2020".
Commune située dans une zone de sismicité moyenne.

## Histoire
Le site de La Bollène-Vésubie est connu dès l’Antiquité, comme en témoignent les documents médiévaux appelant le premier castrum du terme « ligure » ABOLENA (racine B-L).
Des traces de croyances païennes se retrouvent encore dans les légendes locales, racontant l’histoire des fées, habitant dans les roches gypseuses de l’éperon du village. L’assimilation des cultes chtoniens par les premiers évangélisateurs de ces lieux rappelle leur présence.
Castrum avéré au XIIIe siècle, le village connaît alors les affres des grandes guerres de reconquêtes françaises (depuis Romée de Villeneuve jusqu’aux volontaires des armées Révolutionnaires).
En 1564, on note la destruction du village par un violent tremblement de terre. En 1700, par lettres patentes du Duc Victor Amédée II rendues le 21 septembre, La Bollène-Vésubie obtient d’être considérée comme son propre seigneur et la communauté se voit ainsi décerner la dignité comtale. En 1705, c’est l’occupation par les troupes françaises de Louis XIV et les pillages se renouvelleront en 1744 et 1747 lorsque la Vallée de la Vésubie sera envahie par les Français et les Espagnols en lutte contre les Savoyards et les Autrichiens…
Juchées à la confluence des vallons restés italiens après 1860, les tensions politiques du début du XXe siècle obligèrent l’Administration militaire à y installer le cœur du réseau défensif de la ligne Maginot des Alpes méridionales (Flaut).
Depuis l’annexion, La Bollène est devenue une véritable station climatique de moyenne montagne, courue par les aristocraties italiennes et anglaises, bientôt imitées par les niçoises et françaises. Le tramway desservait la station, mais fut remplacé par l’autobus dès le début des années 1930.

## Politique et administration

### Liste des maires
| Période                                  | Période   | Identité                | Étiquette | Qualité       |
| ---------------------------------------- | --------- | ----------------------- | --------- | ------------- |
| Les données manquantes sont à compléter. |           |                         |           |               |
| 1896                                     | 1919      | Félix Thaon             |           |               |
| 1919                                     | 1929      | Grégoire Robini         |           |               |
| 1929                                     | 1935      | Joseph Paoli            |           |               |
| 1935                                     | 1937      | Constant Cassini        |           |               |
| 1937                                     | 1941      | Auguste Robini          |           |               |
| 1941                                     | 1944      | Victorin Teyssier       |           |               |
| oct. 1944                                | mars 1959 | Charles Romersa         |           |               |
| mars 1959                                | mars 1959 | Félix Giaubert          |           |               |
| mars 1959                                | mars 1965 | Mathieu Mufraggi        |           |               |
| mars 1965                                | juin 1995 | Jean-Claude Fontana     |           |               |
| juin 1995                                | août 2012 | Alain Margaritora       | SE        |               |
| sept. 2012                               | mars 2014 | Alain Cassini           |           |               |
| mars 2014                                | En cours  | Martine Barengo-Ferrier | DVD       | Fonctionnaire |

La parité homme / femme n'étant pas applicable dans les communes de moins de 3 500 habitants, le conseil municipal se compose de huit hommes et trois femmes  : quatre retraités, quatre agents de la fonction publique et trois représentants du secteur privé. Alain Margaritora fait partie des maires anti-Pacs.

### Budget et fiscalité 2019
En 2019, le budget de la commune était constitué ainsi :
- total des produits de fonctionnement : 57 000 €, soit 964 € par habitant ;
- total des charges de fonctionnement : 550 000 €, soit 931 € par habitant ;
- total des ressources d'investissement : 553 000 €, soit 253 € par habitant ;
- total des emplois d'investissement : 67 000 €, soit 114 € par habitant ;
- endettement : 369 000 €, soit 624 € par habitant.

Avec les taux de fiscalité suivants :
- taxe d'habitation : 6,80 % ;
- taxe foncière sur les propriétés bâties : 6,59 % ;
- taxe foncière sur les propriétés non bâties : 37,42 % ;
- taxe additionnelle à la taxe foncière sur les propriétés non bâties : 0,00 % ;
- cotisation foncière des entreprises : 0,00 %.

Chiffres clés Revenus et pauvreté des ménages en 2017 : médiane en 2017 du revenu disponible, par unité de consommation : 19 980 €.

### Intercommunalité
Commune membre de la Métropole Nice Côte d'Azur.

## Population et société

### Démographie
Ses habitants sont appelés les Bollénois.

L'évolution du nombre d'habitants est connue à travers les recensements de la population effectués dans la commune depuis 1793. Pour les communes de moins de 10 000 habitants, une enquête de recensement portant sur toute la population est réalisée tous les cinq ans, les populations de référence des années intermédiaires étant quant à elles estimées par interpolation ou extrapolation. Pour la commune, le premier recensement exhaustif entrant dans le cadre du nouveau dispositif a été réalisé en 2006.

En 2022, la commune comptait 659 habitants, en évolution de +13,82 % par rapport à 2016 (Alpes-Maritimes : +2,85 %, France hors Mayotte : +2,11 %).
| 1793 | 1800 | 1806 | 1822 | 1838 | 1848 | 1858 | 1861 | 1866 |
| ---- | ---- | ---- | ---- | ---- | ---- | ---- | ---- | ---- |
| 615  | 541  | 602  | 679  | 721  | 767  | 785  | 767  | 805  |

| 1872 | 1876 | 1881 | 1886 | 1891 | 1896 | 1901 | 1906 | 1911 |
| ---- | ---- | ---- | ---- | ---- | ---- | ---- | ---- | ---- |
| 764  | 741  | 651  | 654  | 588  | 610  | 635  | 636  | 629  |

| 1921 | 1926 | 1931 | 1936 | 1946 | 1954 | 1962 | 1968 | 1975 |
| ---- | ---- | ---- | ---- | ---- | ---- | ---- | ---- | ---- |
| 482  | 395  | 574  | 491  | 366  | 362  | 257  | 243  | 247  |

| 1982 | 1990 | 1999 | 2006 | 2011 | 2016 | 2021 | 2022 | - |
| ---- | ---- | ---- | ---- | ---- | ---- | ---- | ---- | - |
| 262  | 308  | 413  | 561  | 550  | 579  | 626  | 659  | - |

### Manifestations culturelles et festivités
- Janvier : Rallye automobile Monte-Carlo
- Mai : fête pastorale et foire agricole
- Juin : course de moto, fête de la musique, course cycliste « La route des Grandes Alpes »
- Juillet : fête nationale, caravane du sport, tournoi de football
- Août :  fête patronale de la Saint-Laurent, soirées estivales du Conseil général, bal costumé
- Septembre : duathlon
- Octobre : fête de la Sainte-Réparate
- Décembre : Téléthon, marché de Noël, spectacle de Noël

### Enseignement
Établissements d'enseignements :
- Écoles maternelle et primaire[35],
- Colléges à Roquebillière, Sospel, Breil-sur-Roya,
- Lycée à Valdeblore.

### Santé
Professionnels et établissements de santé :
- Médecins à Lantosque, Roquebillière, Saint-Martin-Vésubie,
- Pharmacies à Lantosque, Roquebillière,
- Hôpitaux à Roquebillière, Saint-Martin-Vésubie.

### Cultes
- Culte catholique, Paroisse Saint Bernard de Menthon[37], Diocèse de Nice.

## Économie

### Entreprises et commerces

#### Agriculture
Dans la vallée de la Vésubie pousse naturellement une herbe riche et variée. Depuis plusieurs siècles, les agriculteurs ont développé une activité pastorale orientée essentiellement vers la production fromagère. Toutes les étapes de la fabrication sont réalisées dans les fromageries d'alpage appelées Vacheries, comme celle de Mantégas ou celle de l'Ortighier. Les fromages de la Vésubie, qu'ils soient de vaches, de chèvres ou de brebis, sont élaborés à partir de lait cru souvent réchauffé au feu de bois.
La Bollène a su conserver et valoriser la tradition montagnarde et pastorale puisqu'on compte aujourd'hui environ 2 500 ovins et une cinquantaine de vaches sur la commune, auxquelles il faut ajouter les troupeaux « étrangers » transhumant début juin vers les alpages pour ne redescendre que pour l'hiver.
Ferme « Les lamas du Miradou ».

#### Tourisme et ski
Dès la fin du XIXe siècle, La Bollène devient une station d’été prisée. « La situation du village est des plus heureuse ; on y jouit d’une vue magnifique sur la vallée, sur les jardins et les campagnes voisines, sur les bords de la Vésubie et sur les cimes rocheuses qui les dominent. La Bollène est un séjour d’été fort agréable ». (Renou – Itinéraires). Le village répond en outre par son « site aéré et élevé » que prône le Docteur Joseph Ciaudo, médecin à La Bollène, à la demande des médecins hygiénistes. Dans un « Guide pour la Vallée de la Vésubie », édité en 1903 (P. Clément), on remarque la publicité pour le Grand Hôtel ou Bollène Hôtel et sur Hôtel Cassini sur la place qui mentionne "Lumière électrique toute la nuit" ; on apprend que La Bollène est pourvue d’un bureau téléphonique et que le service postal y est fait deux fois par jour. On note également que le village est un centre d’excursions vers Turini, Camp d’Argent et l’Authion.
Après la guerre de 1914-1918, où La Bollène paie comme les autres villages son tribut en jeunes hommes, l’entre deux guerres va apporter avec la politique de fortification de la Vallée (Flaut, Gordolon) et de l’Authion, une présence militaire d’où une vie économique plus florissante, mais le processus d’exode rural entamé continuera après la guerre de 1939-1945. 
Depuis 1975, l’exode rural est enrayé, la population augmente sensiblement (+ 25 % en 10 ans) et les jeunes sont plus nombreux (101 jeunes de moins de vingt ans en 1999).
La commune est néanmoins parvenue à maintenir ses petits commerces : deux bars, une épicerie et un hôtel de 52 chambres. L'ouverture il y a quelques années d'un complexe culturel touristique flambant neuf comportant piscine, tennis, médiathèque, salle de conférence et salle multimédia renforce la vocation de La Bollène comme station touristique de premier ordre.
Plus proche station de ski de la Côte d'Azur, La Bollène propose également un large éventail des disciplines de neige au Col de Turini: ski alpin, randonnées à ski ou raquettes, luge. Avec 3 kilomètres de pistes et 3 téléskis, La Bollène se veut surtout une station familiale, à taille humaine. Les 3 remontées mécaniques emmènent les skieurs jusqu’aux Cimes de Tueis, à 1 926 m et desservent 1 piste verte, 2 bleues et 1 rouge.
Après une année de fermeture, la station de ski de Fond Turini-Camp d’Argent a rouvert ses portes. En effet, grâce au soutien du Conseil général, des travaux de modernisation et de mise aux normes des équipements ont été réalisés. Ils ont consisté en la rénovation des trois téléskis, la mise en place d’une signalisation des pistes, l’acquisition d’une nouvelle dameuse et d’une motoneige.

#### Commerces, services, hébergement restauration
- Commerces de proximité.
- Office de tourisme[39].
- Gîtes.
- Hôtels et restaurants[40].

## Culture locale et patrimoine

### Lieux et monuments
Patrimoine religieux :
- Église Saint-Laurent : beau spécimen baroque du XVIIIe siècle, achevé en 1725. Le clocher carré de style Renaissance est surmonté d'une coupole. À l'intérieur, on remarquera le plafond richement décoré ainsi que deux panneaux de retables, œuvres d'un peintre de l'école de Brea[41],[42].
- Chapelle Saint-Honorat (XVIIe) au sud de la route du col de Turini[43].
- Chapelle Saint-Sauveur[44].
- Chapelle Sainte-Élisabeth (ruine)[45].
- Musée des Papillons, dans l'ancienne chapelle des Pénitents Blancs[46] : importante collection d'insectes, en particulier de papillons et scarabées, espèces régionales et exotiques en provenance du monde entier ainsi qu'une section intéressante consacrée à la flore alpine et méditerranéenne. Musée moderne dans l'ancienne chapelle des Pénitents Blancs rénovée.
- Vallée de la Planchette avec la « chapelle Saint-Sauveur »[47],[48] et le « pont de Véséou ».
- Monuments commémoratifs[49] :
  - Monument aux morts[50],
  - Stèle commémorative Pra d’Alart.

Patrimoine civil et militaire, et patrimoine naturel :
- Vestiges du château féodal[51].
- Massif de l'Authion : du col du Turini part la route conduisant aux forts du massif de l'Authion[52] où on peut voir le fort des Milles-Fourches, le fort de la Forca, l'ouvrage de Plan-Caval[53], la redoute des Trois-Communes, la forteresse de l'Authion de la ligne Maginot des Alpes. Le massif de l'Authion a été le lieu de combats violents en 1793 et en 1945. Un peu plus au nord se trouve un petit ouvrage à un bloc sur la Baisse de Saint-Véran, et à l'est le petit ouvrage de La Béole. Ces différents ouvrages de la ligne Maginot n'ont pas tous été terminés. Ces forts se répartissent sur différentes communes : La Bollène-Vésubie, Moulinet, Breil-sur-Roya et Saorge[54].
- Ouvrage de Flaut : ouvrage de la ligne Maginot à la limite de la commune de Belvédère[55].
- Maison Thaon (XVIIe) avec sa grille de protection (1796).
- Fontaine (XIXe).
- Moulins, Scierie du pont, Four à chaux[56].
- Col de Turini, rendu célèbre par le rallye de Monte-Carlo, à l'altitude de 1 604 m. La route traverse la forêt de Turini en suivant le « riou de la Bollène ».

### Héraldique
| Blason de La Bollène-Vésubie | Blason  | Coupé : au 1er d’argent à l’aigle bicéphale d’azur, au 2e d’argent à la grappe de groseille feuillée au naturel. |
| Blason de La Bollène-Vésubie | Détails | Ces armes utilisées par la mairie sur son papier à entête, sont une variante de celles de la famille Ribotti qui porte : d’argent à la grappe de groseille au naturel, au chef d’or chargé d’une aigle bicéphale de sable. Le statut officiel du blason reste à déterminer. |